# Сикар (округ)
Сикар (англ. Sikar) — округ в индийском штате Раджастхан. Административный центр округа — город Сикар. Разделён на шесть техсилов.

## Географическое положение
Сикар граничит на севере с округом Джхунджхуну, на северо-западе — с округом Чуру, на юго-западе — с округом Нагаур и на юго-востоке — с округом Джайпур. Также в северо-восточном углу соприкасается с округом Махендрагарх из штата Харьяна.

## Население
Согласно всеиндийской переписи 2001 года население округа составляло 2 287 788 человек. Уровень грамотности взрослого населения составлял 71,19 %, что выше среднеиндийского уровня (59,5 %).